# 可児郡

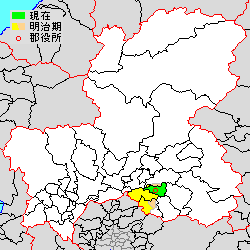
岐阜県可児郡の位置（緑：御嵩町 薄黄：後に他郡に編入された区域）

- 令制国一覧 > 東山道 > 美濃国 > 可児郡
- 日本 > 中部地方 > 岐阜県 > 可児郡

可児郡（かにぐん）は、岐阜県（美濃国）の郡。
人口16,827人、面積56.69km²、人口密度297人/km²。（2025年2月1日、推計人口）
以下の1町を含む。
- 御嵩町（みたけちょう）

## 郡域
1879年（明治12年）に行政区画として発足した当時の郡域は、上記1町のほか、以下の区域にあたる。
- 多治見市の一部（高田町各町・東栄町・東山を除く土岐川以北）
- 可児市の全域
- 加茂郡八百津町の一部（伊岐津志・錦織）

## 歴史

### 近世以降の沿革
- 「旧高旧領取調帳」に記載されている明治初年時点での支配は以下の通り。幕府領は美濃郡代が管轄。●は村内に寺社領が存在。（94村）

| 知行         | 知行                     | 村数 | 村名 |
| ------------ | ------------------------ | ---- | --- |
| 幕府領       | 幕府領                   | 23村 | 上野村、沢渡村、徳野村、金屋村、野市場村、新村、上屋敷村、船岡村、本郷村、前波村、宮瀬村、古市場村、沓井村、田尻村、塩河村、坂戸村、●下切村、今村、大針村、大藪村、北村、野中村、●長瀬村 |
| 幕府領       | 旗本領                   | 16村 | 室原村、村木村、乗里村、下田尻村、伊川村、山岸村、小作村、大原村、塩村、根本村、小木村（現・多治見市池田町）、長洞村、小名田村、柿下村、古屋敷村、淵之上村 |
| 藩領         | 尾張名古屋藩             | 51村 | 錦織村、兼山村、土田村、●御嵩村、●中村、伏見村、廿原村、小木村（現・多治見市北小木町）、三之倉村、名荷村、菅苅村、中切村（現・可児市）、池田町屋村、古瀬村、●石原村、善師野村、川合村、送木村、谷迫間村、大森村、羽崎村、●久々利村、伊岐津志村、比衣村、井尻村、中切村（現・可児郡御嵩町）、宿村、美佐野村、次月村、津橋村、謡坂村、小原村、樋ヶ洞村、林垣外村、谷村、綱木村、小和沢村、大久後村、西洞村、前沢村、顔戸村、平貝戸村、柿田村、東柿田村、石井村、佐渡村、原見村、我田村、酒井村、丸山村、平芝村 |
| 幕府領・藩領 | 幕府領・名古屋藩         | 2村  | 石森村、中之郷村 |
| 幕府領・藩領 | 幕府領・旗本領・名古屋藩 | 1村  | 瀬田村 |
| 幕府領・藩領 | 旗本領・名古屋藩         | 1村  | 矢戸村 |

- 慶応4年
  - 4月15日（1868年5月7日） - 幕府領・旗本領が笠松裁判所の管轄となる。
  - 閏4月25日（1868年6月15日） - 笠松裁判所の管轄地域が笠松県の管轄となる。
- 明治初年 - 領地替えにより名古屋藩領の一部（大森村・久々利村・伊岐津志村・比衣村・井尻村・中切村・宿村・美佐野村・谷村・綱木村・小和沢村・大久後村・佐渡村・原見村・我田村・酒井村・丸山村・平芝村および羽崎村の一部）が笠松県の管轄となる。
- 明治4年
  - 7月14日（1871年8月29日） - 廃藩置県により、藩領が名古屋県となる。
  - 11月22日（1872年1月2日） - 第1次府県統合により、全域が岐阜県の管轄となる。
- 明治7年（1874年）9月 - 以下の各村の統合等が行われる[2]。（74村）
  - 2ヶ所存在した中切村がそれぞれ上中切村（現・御嵩町）・下中切村（現・可児市）に改称。
  - 2ヶ所存在した小木村がそれぞれ南小木村（現・多治見市池田町）・北小木村（現・多治見市北小木町）に改称。
  - 上恵土村 ← 新村、本郷村、上野村、前波村
  - 下恵土村 ← 宮瀬村、古市場村、沓井村、上屋敷村、船岡村、沢渡村、徳野村
  - 東帷子村 ← 善師野村、古瀬村、下中切村
  - 西帷子村 ← 石原村、名荷村
  - 伊香村 ← 村木村、乗里村、田尻村、下田尻村、伊川村、山岸村、小作村
  - 今渡村 ← 野市場村、金屋村、川合村
- 明治8年（1875年）
  - 1月 - 以下の各村の統合が行われる[3]。（52村）
    - 久々利村 ← 丸山村、佐渡村、酒井村、原見村、平芝村、我田村、久々利村
    - 柿田村 ← 東柿田村、柿田村
    - 上之郷村 ← 井尻村、上中切村、宿村、美佐野村、次月村、津橋村、前沢村、大久後村、小和沢村、綱木村、林垣外村、谷村、樋ヶ洞村、小原村、謡坂村、西洞村

  - 6月（50村）
    - 南小木村・三之倉村が合併して諏訪村となる。
    - 送木村が御嵩村に合併。
- 明治12年（1879年）2月18日 - 郡区町村編制法の岐阜県での施行により、行政区画としての可児郡が発足。郡役所が御嵩村に設置。
- 明治13年（1880年）10月 - 上之郷村の一部が分立して井尻村・中切村・宿村・美佐野村・次月村・津橋村・前沢村・謡坂村・小原村・西洞村・小和沢村・大久後村となる[4]。（62村）
- 明治15年（1882年）9月2日 - 羽崎村の一部が分立して二野村となる。（63村）

### 町村制以降の沿革
- 明治22年（1889年）7月1日 - 町村制の施行により以下の町村が発足。（2町15村）
  - 兼山町（兼山村が単独町制。現・可児市）
  - 御嵩町（御嵩村が単独町制。現・御嵩町）
  - 平牧村 ← 二野村、羽崎村、大森村（現・可児市）
  - 池田村 ← 池田町屋村、廿原村、諏訪村（現・多治見市）
  - 広見村 ← 瀬田村、柿田村、淵之上村、平貝戸村、石森村、石井村、伊香村（現・可児市）
  - 伏見村 ← 伏見村、比衣村（現・御嵩町）、上恵土村（現・御嵩町、可児市）
  - 姫治村 ← 下切村（現・多治見市、可児市）、谷迫間村、今村（現・可児市）、大藪村、大針村、北小木村 （現・多治見市）
  - 今渡村 ← 今渡村、下恵土村（現・可児市）
  - 上之郷村 ← 井尻村、中切村、宿村、美佐野村、次月村、津橋村、前沢村、謡坂村、小原村、西洞村、上之郷村、小和沢村、大久後村（現・御嵩町）
  - 中村 ← 中村、顔戸村、古屋敷村（現・御嵩町）
  - 久々利村 ← 久々利村、柿下村（現・可児市）
  - 土田村（単独村制。現・可児市）
  - 錦津村 ← 伊岐津志村、錦織村（現・加茂郡八百津町）
  - 春里村 ← 矢戸村、塩村、坂戸村、塩河村、室原村、長洞村（現・可児市）
  - 小泉村 ← 大原村、根本村、野中村、北村（現・多治見市）
  - 豊岡村 ← 中之郷村、長瀬村、小名田村（現・多治見市）
  - 帷子村 ← 東帷子村、菅刈村、西帷子村（現・可児市）
- 明治30年（1897年）8月1日 - 郡制を施行。
- 明治32年（1899年）7月19日 - 今渡村が町制施行して今渡町となる。（3町14村）
- 明治34年（1901年）6月26日 - 豊岡村が町制施行して豊岡町となる。（4町13村）
- 大正12年（1923年）4月1日 - 郡会が廃止。郡役所は存続。
- 大正13年（1924年）1月1日 - 広見村が町制施行して広見町となる。（5町12村）
- 大正15年（1926年）7月1日 - 郡役所が廃止。以降は地域区分名称となる。
- 昭和9年（1934年）8月1日 - 豊岡町が土岐郡多治見町に編入。（4町12村）
- 昭和19年（1944年）2月11日 - 小泉村・池田村が多治見市に編入。（4町10村）
- 昭和24年（1949年）4月1日 - 伏見村が町制施行して伏見町となる。（5町9村）
- 昭和27年（1952年）6月1日 - 中村が町制施行して中町となる。（6町8村）
- 昭和30年（1955年）
  - 2月1日（3町1村）
    - 上之郷村・御嵩町・中町・伏見町が合併し、改めて御嵩町が発足。
    - 今渡町・土田村・帷子村・春里村・久々利村・平牧村・広見町が合併して可児町が発足。
    - 錦津村が加茂郡八百津町と合併し、改めて加茂郡八百津町が発足。

  - 4月1日 - 御嵩町の一部[5]が可児町に編入。
- 昭和35年（1960年）4月1日 - 姫治村の一部（大藪・大針・北小木および下切の一部）が多治見市に、残部（谷迫間・今並および下切の残部）が可児町にそれぞれ編入。（3町）
- 昭和57年（1982年）4月1日 - 可児町が市制施行して可児市となり、郡より離脱。（2町）
- 平成17年（2005年）5月1日 - 兼山町が可児市に編入。（1町）

### 変遷表
| 明治以前   | 明治以前   | 明治初年 - 明治11年      | 明治初年 - 明治11年      | 明治12年 - 明治22年        | 明治22年 7月1日 町村制施行 | 明治22年 - 大正15年         | 昭和元年 - 昭和9年                  | 昭和20年 - 昭和29年                 | 昭和30年 - 昭和49年                 | 昭和30年 - 昭和49年                 | 昭和50年 - 昭和64年        | 平成元年 - 現在             | 現在            |
| ---------- | ---------- | ------------------------ | ------------------------ | -------------------------- | -------------------------- | --------------------------- | ----------------------------------- | ----------------------------------- | ----------------------------------- | ----------------------------------- | -------------------------- | --------------------------- | --------------- |
| 中之郷村   | 中之郷村   | 中之郷村                 | 中之郷村                 | 中之郷村                   | 豊岡村                     | 明治34年6月26日 町制 豊岡町 | 昭和9年8月1日 土岐郡多治見町 に編入 | 昭和15年8月1日 市制 多治見市 の一部 | 多治見市の一部                      | 多治見市の一部                      | 多治見市の一部             | 多治見市の一部              | 多治見市        |
| 長瀬村     | 長瀬村     | 長瀬村                   | 長瀬村                   | 長瀬村                     | 豊岡村                     | 明治34年6月26日 町制 豊岡町 | 昭和9年8月1日 土岐郡多治見町 に編入 | 昭和15年8月1日 市制 多治見市 の一部 | 多治見市の一部                      | 多治見市の一部                      | 多治見市の一部             | 多治見市の一部              | 多治見市        |
| 小名田村   | 小名田村   | 小名田村                 | 小名田村                 | 小名田村                   | 豊岡村                     | 明治34年6月26日 町制 豊岡町 | 昭和9年8月1日 土岐郡多治見町 に編入 | 昭和15年8月1日 市制 多治見市 の一部 | 多治見市の一部                      | 多治見市の一部                      | 多治見市の一部             | 多治見市の一部              | 多治見市        |
| 池田町屋村 | 池田町屋村 | 池田町屋村               | 池田町屋村               | 池田町屋村                 | 池田村                     | 池田村                      | 池田村                              | 昭和19年2月11日 多治見市に編入      | 多治見市の一部                      | 多治見市の一部                      | 多治見市の一部             | 多治見市の一部              | 多治見市        |
| 廿原村     | 廿原村     | 廿原村                   | 廿原村                   | 廿原村                     | 池田村                     | 池田村                      | 池田村                              | 昭和19年2月11日 多治見市に編入      | 多治見市の一部                      | 多治見市の一部                      | 多治見市の一部             | 多治見市の一部              | 多治見市        |
| 小木村     | 小木村     | 明治7年9月 改称 南小木村 | 明治8年6月 諏訪村        | 諏訪村                     | 池田村                     | 池田村                      | 池田村                              | 昭和19年2月11日 多治見市に編入      | 多治見市の一部                      | 多治見市の一部                      | 多治見市の一部             | 多治見市の一部              | 多治見市        |
| 三之倉村   | 三之倉村   | 三之倉村                 | 明治8年6月 諏訪村        | 諏訪村                     | 池田村                     | 池田村                      | 池田村                              | 昭和19年2月11日 多治見市に編入      | 多治見市の一部                      | 多治見市の一部                      | 多治見市の一部             | 多治見市の一部              | 多治見市        |
| 大原村     | 大原村     | 大原村                   | 大原村                   | 大原村                     | 小泉村                     | 小泉村                      | 小泉村                              | 昭和19年2月11日 多治見市に編入      | 多治見市の一部                      | 多治見市の一部                      | 多治見市の一部             | 多治見市の一部              | 多治見市        |
| 根本村     | 根本村     | 根本村                   | 根本村                   | 根本村                     | 小泉村                     | 小泉村                      | 小泉村                              | 昭和19年2月11日 多治見市に編入      | 多治見市の一部                      | 多治見市の一部                      | 多治見市の一部             | 多治見市の一部              | 多治見市        |
| 野中村     | 野中村     | 野中村                   | 野中村                   | 野中村                     | 小泉村                     | 小泉村                      | 小泉村                              | 昭和19年2月11日 多治見市に編入      | 多治見市の一部                      | 多治見市の一部                      | 多治見市の一部             | 多治見市の一部              | 多治見市        |
| 北村       | 北村       | 北村                     | 北村                     | 北村                       | 小泉村                     | 小泉村                      | 小泉村                              | 昭和19年2月11日 多治見市に編入      | 多治見市の一部                      | 多治見市の一部                      | 多治見市の一部             | 多治見市の一部              | 多治見市        |
| 大藪村     | 大藪村     | 大藪村                   | 大藪村                   | 大藪村                     | 姫治村                     | 姫治村                      | 姫治村                              | 姫治村                              | 姫治村                              | 昭和35年4月1日 多治見市に編入       | 多治見市の一部             | 多治見市の一部              | 多治見市        |
| 大針村     | 大針村     | 大針村                   | 大針村                   | 大針村                     | 姫治村                     | 姫治村                      | 姫治村                              | 姫治村                              | 姫治村                              | 昭和35年4月1日 多治見市に編入       | 多治見市の一部             | 多治見市の一部              | 多治見市        |
| 小木村     | 小木村     | 明治7年9月 改称 北小木村 | 明治7年9月 改称 北小木村 | 北小木村                   | 姫治村                     | 姫治村                      | 姫治村                              | 姫治村                              | 姫治村                              | 昭和35年4月1日 多治見市に編入       | 多治見市の一部             | 多治見市の一部              | 多治見市        |
| 下切村     | 一部       | 下切村                   | 下切村                   | 下切村                     | 姫治村                     | 姫治村                      | 姫治村                              | 姫治村                              | 姫治村                              | 昭和35年4月1日 多治見市に編入       | 多治見市の一部             | 多治見市の一部              | 多治見市        |
| 下切村     | 一部       | 下切村                   | 下切村                   | 下切村                     | 姫治村                     | 姫治村                      | 姫治村                              | 姫治村                              | 姫治村                              | 昭和35年4月1日 可児町に編入         | 昭和57年4月1日 市制 可児市 | 可児市                      | 可児市          |
| 谷迫間村   | 谷迫間村   | 谷迫間村                 | 谷迫間村                 | 谷迫間村                   | 姫治村                     | 姫治村                      | 姫治村                              | 姫治村                              | 姫治村                              | 昭和35年4月1日 可児町に編入         | 昭和57年4月1日 市制 可児市 | 可児市                      | 可児市          |
| 今村       | 今村       | 今村                     | 今村                     | 今村                       | 姫治村                     | 姫治村                      | 姫治村                              | 姫治村                              | 姫治村                              | 昭和35年4月1日 可児町に編入         | 昭和57年4月1日 市制 可児市 | 可児市                      | 可児市          |
| 野市場村   | 野市場村   | 野市場村                 | 明治7年9月 今渡村        | 今渡村                     | 今渡村                     | 明治32年7月19日 町制 今渡町 | 今渡町                              | 今渡町                              | 昭和30年2月1日 可児町               | 昭和30年2月1日 可児町               | 昭和57年4月1日 市制 可児市 | 可児市                      | 可児市          |
| 金屋村     | 金屋村     | 金屋村                   | 明治7年9月 今渡村        | 今渡村                     | 今渡村                     | 明治32年7月19日 町制 今渡町 | 今渡町                              | 今渡町                              | 昭和30年2月1日 可児町               | 昭和30年2月1日 可児町               | 昭和57年4月1日 市制 可児市 | 可児市                      | 可児市          |
| 川合村     | 川合村     | 川合村                   | 明治7年9月 今渡村        | 今渡村                     | 今渡村                     | 明治32年7月19日 町制 今渡町 | 今渡町                              | 今渡町                              | 昭和30年2月1日 可児町               | 昭和30年2月1日 可児町               | 昭和57年4月1日 市制 可児市 | 可児市                      | 可児市          |
| 宮瀬村     | 宮瀬村     | 宮瀬村                   | 明治7年9月 下恵土村      | 下恵土村                   | 今渡村                     | 明治32年7月19日 町制 今渡町 | 今渡町                              | 今渡町                              | 昭和30年2月1日 可児町               | 昭和30年2月1日 可児町               | 昭和57年4月1日 市制 可児市 | 可児市                      | 可児市          |
| 古市場村   | 古市場村   | 古市場村                 | 明治7年9月 下恵土村      | 下恵土村                   | 今渡村                     | 明治32年7月19日 町制 今渡町 | 今渡町                              | 今渡町                              | 昭和30年2月1日 可児町               | 昭和30年2月1日 可児町               | 昭和57年4月1日 市制 可児市 | 可児市                      | 可児市          |
| 沓井村     | 沓井村     | 沓井村                   | 明治7年9月 下恵土村      | 下恵土村                   | 今渡村                     | 明治32年7月19日 町制 今渡町 | 今渡町                              | 今渡町                              | 昭和30年2月1日 可児町               | 昭和30年2月1日 可児町               | 昭和57年4月1日 市制 可児市 | 可児市                      | 可児市          |
| 上屋敷村   | 上屋敷村   | 上屋敷村                 | 明治7年9月 下恵土村      | 下恵土村                   | 今渡村                     | 明治32年7月19日 町制 今渡町 | 今渡町                              | 今渡町                              | 昭和30年2月1日 可児町               | 昭和30年2月1日 可児町               | 昭和57年4月1日 市制 可児市 | 可児市                      | 可児市          |
| 船岡村     | 船岡村     | 船岡村                   | 明治7年9月 下恵土村      | 下恵土村                   | 今渡村                     | 明治32年7月19日 町制 今渡町 | 今渡町                              | 今渡町                              | 昭和30年2月1日 可児町               | 昭和30年2月1日 可児町               | 昭和57年4月1日 市制 可児市 | 可児市                      | 可児市          |
| 沢渡村     | 沢渡村     | 沢渡村                   | 明治7年9月 下恵土村      | 下恵土村                   | 今渡村                     | 明治32年7月19日 町制 今渡町 | 今渡町                              | 今渡町                              | 昭和30年2月1日 可児町               | 昭和30年2月1日 可児町               | 昭和57年4月1日 市制 可児市 | 可児市                      | 可児市          |
| 徳野村     | 徳野村     | 徳野村                   | 明治7年9月 下恵土村      | 下恵土村                   | 今渡村                     | 明治32年7月19日 町制 今渡町 | 今渡町                              | 今渡町                              | 昭和30年2月1日 可児町               | 昭和30年2月1日 可児町               | 昭和57年4月1日 市制 可児市 | 可児市                      | 可児市          |
| 瀬田村     | 瀬田村     | 瀬田村                   | 瀬田村                   | 瀬田村                     | 広見村                     | 大正13年1月1日 町制 広見町  | 広見町                              | 広見町                              | 昭和30年2月1日 可児町               | 昭和30年2月1日 可児町               | 昭和57年4月1日 市制 可児市 | 可児市                      | 可児市          |
| 石井村     | 石井村     | 石井村                   | 石井村                   | 石井村                     | 広見村                     | 大正13年1月1日 町制 広見町  | 広見町                              | 広見町                              | 昭和30年2月1日 可児町               | 昭和30年2月1日 可児町               | 昭和57年4月1日 市制 可児市 | 可児市                      | 可児市          |
| 石森村     | 石森村     | 石森村                   | 石森村                   | 石森村                     | 広見村                     | 大正13年1月1日 町制 広見町  | 広見町                              | 広見町                              | 昭和30年2月1日 可児町               | 昭和30年2月1日 可児町               | 昭和57年4月1日 市制 可児市 | 可児市                      | 可児市          |
| 平貝戸村   | 平貝戸村   | 平貝戸村                 | 平貝戸村                 | 平貝戸村                   | 広見村                     | 大正13年1月1日 町制 広見町  | 広見町                              | 広見町                              | 昭和30年2月1日 可児町               | 昭和30年2月1日 可児町               | 昭和57年4月1日 市制 可児市 | 可児市                      | 可児市          |
| 淵之上村   | 淵之上村   | 淵之上村                 | 淵之上村                 | 淵之上村                   | 広見村                     | 大正13年1月1日 町制 広見町  | 広見町                              | 広見町                              | 昭和30年2月1日 可児町               | 昭和30年2月1日 可児町               | 昭和57年4月1日 市制 可児市 | 可児市                      | 可児市          |
| 柿田村     | 柿田村     | 柿田村                   | 明治8年1月 柿田村        | 柿田村                     | 広見村                     | 大正13年1月1日 町制 広見町  | 広見町                              | 広見町                              | 昭和30年2月1日 可児町               | 昭和30年2月1日 可児町               | 昭和57年4月1日 市制 可児市 | 可児市                      | 可児市          |
| 東柿田村   | 東柿田村   | 東柿田村                 | 明治8年1月 柿田村        | 柿田村                     | 広見村                     | 大正13年1月1日 町制 広見町  | 広見町                              | 広見町                              | 昭和30年2月1日 可児町               | 昭和30年2月1日 可児町               | 昭和57年4月1日 市制 可児市 | 可児市                      | 可児市          |
| 村木村     | 村木村     | 村木村                   | 明治7年9月 伊香村        | 伊香村                     | 広見村                     | 大正13年1月1日 町制 広見町  | 広見町                              | 広見町                              | 昭和30年2月1日 可児町               | 昭和30年2月1日 可児町               | 昭和57年4月1日 市制 可児市 | 可児市                      | 可児市          |
| 乗里村     | 乗里村     | 乗里村                   | 明治7年9月 伊香村        | 伊香村                     | 広見村                     | 大正13年1月1日 町制 広見町  | 広見町                              | 広見町                              | 昭和30年2月1日 可児町               | 昭和30年2月1日 可児町               | 昭和57年4月1日 市制 可児市 | 可児市                      | 可児市          |
| 田尻村     | 田尻村     | 田尻村                   | 明治7年9月 伊香村        | 伊香村                     | 広見村                     | 大正13年1月1日 町制 広見町  | 広見町                              | 広見町                              | 昭和30年2月1日 可児町               | 昭和30年2月1日 可児町               | 昭和57年4月1日 市制 可児市 | 可児市                      | 可児市          |
| 下田尻村   | 下田尻村   | 下田尻村                 | 明治7年9月 伊香村        | 伊香村                     | 広見村                     | 大正13年1月1日 町制 広見町  | 広見町                              | 広見町                              | 昭和30年2月1日 可児町               | 昭和30年2月1日 可児町               | 昭和57年4月1日 市制 可児市 | 可児市                      | 可児市          |
| 伊川村     | 伊川村     | 伊川村                   | 明治7年9月 伊香村        | 伊香村                     | 広見村                     | 大正13年1月1日 町制 広見町  | 広見町                              | 広見町                              | 昭和30年2月1日 可児町               | 昭和30年2月1日 可児町               | 昭和57年4月1日 市制 可児市 | 可児市                      | 可児市          |
| 山岸村     | 山岸村     | 山岸村                   | 明治7年9月 伊香村        | 伊香村                     | 広見村                     | 大正13年1月1日 町制 広見町  | 広見町                              | 広見町                              | 昭和30年2月1日 可児町               | 昭和30年2月1日 可児町               | 昭和57年4月1日 市制 可児市 | 可児市                      | 可児市          |
| 小作村     | 小作村     | 小作村                   | 明治7年9月 伊香村        | 伊香村                     | 広見村                     | 大正13年1月1日 町制 広見町  | 広見町                              | 広見町                              | 昭和30年2月1日 可児町               | 昭和30年2月1日 可児町               | 昭和57年4月1日 市制 可児市 | 可児市                      | 可児市          |
| 丸山村     | 丸山村     | 丸山村                   | 明治8年1月 久々利村      | 久々利村                   | 久々利村                   | 久々利村                    | 久々利村                            | 久々利村                            | 昭和30年2月1日 可児町               | 昭和30年2月1日 可児町               | 昭和57年4月1日 市制 可児市 | 可児市                      | 可児市          |
| 佐渡村     | 佐渡村     | 佐渡村                   | 明治8年1月 久々利村      | 久々利村                   | 久々利村                   | 久々利村                    | 久々利村                            | 久々利村                            | 昭和30年2月1日 可児町               | 昭和30年2月1日 可児町               | 昭和57年4月1日 市制 可児市 | 可児市                      | 可児市          |
| 酒井村     | 酒井村     | 酒井村                   | 明治8年1月 久々利村      | 久々利村                   | 久々利村                   | 久々利村                    | 久々利村                            | 久々利村                            | 昭和30年2月1日 可児町               | 昭和30年2月1日 可児町               | 昭和57年4月1日 市制 可児市 | 可児市                      | 可児市          |
| 原見村     | 原見村     | 原見村                   | 明治8年1月 久々利村      | 久々利村                   | 久々利村                   | 久々利村                    | 久々利村                            | 久々利村                            | 昭和30年2月1日 可児町               | 昭和30年2月1日 可児町               | 昭和57年4月1日 市制 可児市 | 可児市                      | 可児市          |
| 平芝村     | 平芝村     | 平芝村                   | 明治8年1月 久々利村      | 久々利村                   | 久々利村                   | 久々利村                    | 久々利村                            | 久々利村                            | 昭和30年2月1日 可児町               | 昭和30年2月1日 可児町               | 昭和57年4月1日 市制 可児市 | 可児市                      | 可児市          |
| 我田村     | 我田村     | 我田村                   | 明治8年1月 久々利村      | 久々利村                   | 久々利村                   | 久々利村                    | 久々利村                            | 久々利村                            | 昭和30年2月1日 可児町               | 昭和30年2月1日 可児町               | 昭和57年4月1日 市制 可児市 | 可児市                      | 可児市          |
| 久々利村   | 久々利村   | 久々利村                 | 明治8年1月 久々利村      | 久々利村                   | 久々利村                   | 久々利村                    | 久々利村                            | 久々利村                            | 昭和30年2月1日 可児町               | 昭和30年2月1日 可児町               | 昭和57年4月1日 市制 可児市 | 可児市                      | 可児市          |
| 柿下村     | 柿下村     | 柿下村                   | 柿下村                   | 柿下村                     | 久々利村                   | 久々利村                    | 久々利村                            | 久々利村                            | 昭和30年2月1日 可児町               | 昭和30年2月1日 可児町               | 昭和57年4月1日 市制 可児市 | 可児市                      | 可児市          |
| 土田村     | 土田村     | 土田村                   | 土田村                   | 土田村                     | 土田村                     | 土田村                      | 土田村                              | 土田村                              | 昭和30年2月1日 可児町               | 昭和30年2月1日 可児町               | 昭和57年4月1日 市制 可児市 | 可児市                      | 可児市          |
| 羽崎村     | 羽崎村     | 羽崎村                   | 羽崎村                   | 羽崎村                     | 平牧村                     | 平牧村                      | 平牧村                              | 平牧村                              | 昭和30年2月1日 可児町               | 昭和30年2月1日 可児町               | 昭和57年4月1日 市制 可児市 | 可児市                      | 可児市          |
| 羽崎村     | 羽崎村     | 羽崎村                   | 羽崎村                   | 明治15年9月2日 分立 二野村 | 平牧村                     | 平牧村                      | 平牧村                              | 平牧村                              | 昭和30年2月1日 可児町               | 昭和30年2月1日 可児町               | 昭和57年4月1日 市制 可児市 | 可児市                      | 可児市          |
| 大森村     | 大森村     | 大森村                   | 大森村                   | 大森村                     | 平牧村                     | 平牧村                      | 平牧村                              | 平牧村                              | 昭和30年2月1日 可児町               | 昭和30年2月1日 可児町               | 昭和57年4月1日 市制 可児市 | 可児市                      | 可児市          |
| 矢戸村     | 矢戸村     | 矢戸村                   | 矢戸村                   | 矢戸村                     | 春里村                     | 春里村                      | 春里村                              | 春里村                              | 昭和30年2月1日 可児町               | 昭和30年2月1日 可児町               | 昭和57年4月1日 市制 可児市 | 可児市                      | 可児市          |
| 塩村       | 塩村       | 塩村                     | 塩村                     | 塩村                       | 春里村                     | 春里村                      | 春里村                              | 春里村                              | 昭和30年2月1日 可児町               | 昭和30年2月1日 可児町               | 昭和57年4月1日 市制 可児市 | 可児市                      | 可児市          |
| 坂戸村     | 坂戸村     | 坂戸村                   | 坂戸村                   | 坂戸村                     | 春里村                     | 春里村                      | 春里村                              | 春里村                              | 昭和30年2月1日 可児町               | 昭和30年2月1日 可児町               | 昭和57年4月1日 市制 可児市 | 可児市                      | 可児市          |
| 塩河村     | 塩河村     | 塩河村                   | 塩河村                   | 塩河村                     | 春里村                     | 春里村                      | 春里村                              | 春里村                              | 昭和30年2月1日 可児町               | 昭和30年2月1日 可児町               | 昭和57年4月1日 市制 可児市 | 可児市                      | 可児市          |
| 室原村     | 室原村     | 室原村                   | 室原村                   | 室原村                     | 春里村                     | 春里村                      | 春里村                              | 春里村                              | 昭和30年2月1日 可児町               | 昭和30年2月1日 可児町               | 昭和57年4月1日 市制 可児市 | 可児市                      | 可児市          |
| 長洞村     | 長洞村     | 長洞村                   | 長洞村                   | 長洞村                     | 春里村                     | 春里村                      | 春里村                              | 春里村                              | 昭和30年2月1日 可児町               | 昭和30年2月1日 可児町               | 昭和57年4月1日 市制 可児市 | 可児市                      | 可児市          |
| 菅刈村     | 菅刈村     | 菅刈村                   | 菅刈村                   | 菅刈村                     | 帷子村                     | 帷子村                      | 帷子村                              | 帷子村                              | 昭和30年2月1日 可児町               | 昭和30年2月1日 可児町               | 昭和57年4月1日 市制 可児市 | 可児市                      | 可児市          |
| 善師野村   | 善師野村   | 善師野村                 | 明治7年9月 東帷子村      | 東帷子村                   | 帷子村                     | 帷子村                      | 帷子村                              | 帷子村                              | 昭和30年2月1日 可児町               | 昭和30年2月1日 可児町               | 昭和57年4月1日 市制 可児市 | 可児市                      | 可児市          |
| 古瀬村     | 古瀬村     | 古瀬村                   | 明治7年9月 東帷子村      | 東帷子村                   | 帷子村                     | 帷子村                      | 帷子村                              | 帷子村                              | 昭和30年2月1日 可児町               | 昭和30年2月1日 可児町               | 昭和57年4月1日 市制 可児市 | 可児市                      | 可児市          |
| 中切村     | 中切村     | 明治7年9月 改称 下中切村 | 明治7年9月 東帷子村      | 東帷子村                   | 帷子村                     | 帷子村                      | 帷子村                              | 帷子村                              | 昭和30年2月1日 可児町               | 昭和30年2月1日 可児町               | 昭和57年4月1日 市制 可児市 | 可児市                      | 可児市          |
| 石原村     | 石原村     | 石原村                   | 明治7年9月 西帷子村      | 西帷子村                   | 帷子村                     | 帷子村                      | 帷子村                              | 帷子村                              | 昭和30年2月1日 可児町               | 昭和30年2月1日 可児町               | 昭和57年4月1日 市制 可児市 | 可児市                      | 可児市          |
| 名荷村     | 名荷村     | 名荷村                   | 明治7年9月 西帷子村      | 西帷子村                   | 帷子村                     | 帷子村                      | 帷子村                              | 帷子村                              | 昭和30年2月1日 可児町               | 昭和30年2月1日 可児町               | 昭和57年4月1日 市制 可児市 | 可児市                      | 可児市          |
| 上野村     | 上野村     | 上野村                   | 明治7年9月 上恵土村      | 上恵土村                   | 伏見村                     | 伏見村                      | 伏見村                              | 昭和24年4月1日 町制 伏見町          | 昭和30年2月1日 御嵩町               | 昭和30年4月1日 可児町に編入         | 昭和57年4月1日 市制 可児市 | 可児市                      | 可児市          |
| 前波村     | 前波村     | 前波村                   | 明治7年9月 上恵土村      | 上恵土村                   | 伏見村                     | 伏見村                      | 伏見村                              | 昭和24年4月1日 町制 伏見町          | 昭和30年2月1日 御嵩町               | 昭和30年4月1日 可児町に編入         | 昭和57年4月1日 市制 可児市 | 可児市                      | 可児市          |
| 新村       | 新村       | 新村                     | 明治7年9月 上恵土村      | 上恵土村                   | 伏見村                     | 伏見村                      | 伏見村                              | 昭和24年4月1日 町制 伏見町          | 昭和30年2月1日 御嵩町               | 御嵩町                              | 御嵩町                     | 御嵩町                      | 御嵩町          |
| 本郷村     | 本郷村     | 本郷村                   | 明治7年9月 上恵土村      | 上恵土村                   | 伏見村                     | 伏見村                      | 伏見村                              | 昭和24年4月1日 町制 伏見町          | 昭和30年2月1日 御嵩町               | 御嵩町                              | 御嵩町                     | 御嵩町                      | 御嵩町          |
| 伏見村     | 伏見村     | 伏見村                   | 伏見村                   | 伏見村                     | 伏見村                     | 伏見村                      | 伏見村                              | 昭和24年4月1日 町制 伏見町          | 昭和30年2月1日 御嵩町               | 御嵩町                              | 御嵩町                     | 御嵩町                      | 御嵩町          |
| 比衣村     | 比衣村     | 比衣村                   | 比衣村                   | 比衣村                     | 伏見村                     | 伏見村                      | 伏見村                              | 昭和24年4月1日 町制 伏見町          | 昭和30年2月1日 御嵩町               | 御嵩町                              | 御嵩町                     | 御嵩町                      | 御嵩町          |
| 中村       | 中村       | 中村                     | 中村                     | 中村                       | 中村                       | 中村                        | 中村                                | 昭和27年6月1日 町制 中町            | 昭和30年2月1日 御嵩町               | 御嵩町                              | 御嵩町                     | 御嵩町                      | 御嵩町          |
| 顔戸村     | 顔戸村     | 顔戸村                   | 顔戸村                   | 顔戸村                     | 中村                       | 中村                        | 中村                                | 昭和27年6月1日 町制 中町            | 昭和30年2月1日 御嵩町               | 御嵩町                              | 御嵩町                     | 御嵩町                      | 御嵩町          |
| 古屋敷村   | 古屋敷村   | 古屋敷村                 | 古屋敷村                 | 古屋敷村                   | 中村                       | 中村                        | 中村                                | 昭和27年6月1日 町制 中町            | 昭和30年2月1日 御嵩町               | 御嵩町                              | 御嵩町                     | 御嵩町                      | 御嵩町          |
| 御嵩村     | 御嵩村     | 御嵩村                   | 明治8年6月 御嵩村        | 御嵩村                     | 御嵩町                     | 御嵩町                      | 御嵩町                              | 御嵩町                              | 昭和30年2月1日 御嵩町               | 御嵩町                              | 御嵩町                     | 御嵩町                      | 御嵩町          |
| 送木村     | 送木村     | 送木村                   | 明治8年6月 御嵩村        | 御嵩村                     | 御嵩町                     | 御嵩町                      | 御嵩町                              | 御嵩町                              | 昭和30年2月1日 御嵩町               | 御嵩町                              | 御嵩町                     | 御嵩町                      | 御嵩町          |
| 綱木村     | 綱木村     | 綱木村                   | 明治8年1月 上之郷村      | 上之郷村                   | 上之郷村                   | 上之郷村                    | 上之郷村                            | 上之郷村                            | 昭和30年2月1日 御嵩町               | 御嵩町                              | 御嵩町                     | 御嵩町                      | 御嵩町          |
| 林垣外村   | 林垣外村   | 林垣外村                 | 明治8年1月 上之郷村      | 上之郷村                   | 上之郷村                   | 上之郷村                    | 上之郷村                            | 上之郷村                            | 昭和30年2月1日 御嵩町               | 御嵩町                              | 御嵩町                     | 御嵩町                      | 御嵩町          |
| 谷村       | 谷村       | 谷村                     | 明治8年1月 上之郷村      | 上之郷村                   | 上之郷村                   | 上之郷村                    | 上之郷村                            | 上之郷村                            | 昭和30年2月1日 御嵩町               | 御嵩町                              | 御嵩町                     | 御嵩町                      | 御嵩町          |
| 井尻村     | 井尻村     | 井尻村                   | 明治8年1月 上之郷村      | 明治13年10月 分立 井尻村   | 上之郷村                   | 上之郷村                    | 上之郷村                            | 上之郷村                            | 昭和30年2月1日 御嵩町               | 御嵩町                              | 御嵩町                     | 御嵩町                      | 御嵩町          |
| 中切村     | 中切村     | 明治7年9月 改称 上中切村 | 明治8年1月 上之郷村      | 明治13年10月 分立 中切村   | 上之郷村                   | 上之郷村                    | 上之郷村                            | 上之郷村                            | 昭和30年2月1日 御嵩町               | 御嵩町                              | 御嵩町                     | 御嵩町                      | 御嵩町          |
| 宿村       | 宿村       | 宿村                     | 明治8年1月 上之郷村      | 明治13年10月 分立 宿村     | 上之郷村                   | 上之郷村                    | 上之郷村                            | 上之郷村                            | 昭和30年2月1日 御嵩町               | 御嵩町                              | 御嵩町                     | 御嵩町                      | 御嵩町          |
| 美佐野村   | 美佐野村   | 美佐野村                 | 明治8年1月 上之郷村      | 明治13年10月 分立 美佐野村 | 上之郷村                   | 上之郷村                    | 上之郷村                            | 上之郷村                            | 昭和30年2月1日 御嵩町               | 御嵩町                              | 御嵩町                     | 御嵩町                      | 御嵩町          |
| 次月村     | 次月村     | 次月村                   | 明治8年1月 上之郷村      | 明治13年10月 分立 次月村   | 上之郷村                   | 上之郷村                    | 上之郷村                            | 上之郷村                            | 昭和30年2月1日 御嵩町               | 御嵩町                              | 御嵩町                     | 御嵩町                      | 御嵩町          |
| 津橋村     | 津橋村     | 津橋村                   | 明治8年1月 上之郷村      | 明治13年10月 分立 津橋村   | 上之郷村                   | 上之郷村                    | 上之郷村                            | 上之郷村                            | 昭和30年2月1日 御嵩町               | 御嵩町                              | 御嵩町                     | 御嵩町                      | 御嵩町          |
| 前沢村     | 前沢村     | 前沢村                   | 明治8年1月 上之郷村      | 明治13年10月 分立 前沢村   | 上之郷村                   | 上之郷村                    | 上之郷村                            | 上之郷村                            | 昭和30年2月1日 御嵩町               | 御嵩町                              | 御嵩町                     | 御嵩町                      | 御嵩町          |
| 謡坂村     | 謡坂村     | 謡坂村                   | 明治8年1月 上之郷村      | 明治13年10月 分立 謡坂村   | 上之郷村                   | 上之郷村                    | 上之郷村                            | 上之郷村                            | 昭和30年2月1日 御嵩町               | 御嵩町                              | 御嵩町                     | 御嵩町                      | 御嵩町          |
| 小原村     | 小原村     | 小原村                   | 明治8年1月 上之郷村      | 明治13年10月 分立 小原村   | 上之郷村                   | 上之郷村                    | 上之郷村                            | 上之郷村                            | 昭和30年2月1日 御嵩町               | 御嵩町                              | 御嵩町                     | 御嵩町                      | 御嵩町          |
| 樋ヶ洞村   | 樋ヶ洞村   | 樋ヶ洞村                 | 明治8年1月 上之郷村      | 明治13年10月 分立 小原村   | 上之郷村                   | 上之郷村                    | 上之郷村                            | 上之郷村                            | 昭和30年2月1日 御嵩町               | 御嵩町                              | 御嵩町                     | 御嵩町                      | 御嵩町          |
| 西洞村     | 西洞村     | 西洞村                   | 明治8年1月 上之郷村      | 明治13年10月 分立 西洞村   | 上之郷村                   | 上之郷村                    | 上之郷村                            | 上之郷村                            | 昭和30年2月1日 御嵩町               | 御嵩町                              | 御嵩町                     | 御嵩町                      | 御嵩町          |
| 小和沢村   | 小和沢村   | 小和沢村                 | 明治8年1月 上之郷村      | 明治13年10月 分立 小和沢村 | 上之郷村                   | 上之郷村                    | 上之郷村                            | 上之郷村                            | 昭和30年2月1日 御嵩町               | 御嵩町                              | 御嵩町                     | 御嵩町                      | 御嵩町          |
| 大久後村   | 大久後村   | 大久後村                 | 明治8年1月 上之郷村      | 明治13年10月 分立 大久後村 | 上之郷村                   | 上之郷村                    | 上之郷村                            | 上之郷村                            | 昭和30年2月1日 御嵩町               | 御嵩町                              | 御嵩町                     | 御嵩町                      | 御嵩町          |
| 兼山村     | 兼山村     | 兼山村                   | 兼山村                   | 兼山村                     | 兼山町                     | 兼山町                      | 兼山町                              | 兼山町                              | 兼山町                              | 兼山町                              | 兼山町                     | 平成17年5月1日 可児市へ編入 | 可児市          |
| 伊岐津志村 | 伊岐津志村 | 伊岐津志村               | 伊岐津志村               | 伊岐津志村                 | 錦津村                     | 錦津村                      | 錦津村                              | 錦津村                              | 昭和30年2月1日 加茂郡八百津町の一部 | 昭和30年2月1日 加茂郡八百津町の一部 | 加茂郡 八百津町の一部      | 加茂郡 八百津町の一部       | 加茂郡 八百津町 |
| 錦織村     | 錦織村     | 錦織村                   | 錦織村                   | 錦織村                     | 錦津村                     | 錦津村                      | 錦津村                              | 錦津村                              | 昭和30年2月1日 加茂郡八百津町の一部 | 昭和30年2月1日 加茂郡八百津町の一部 | 加茂郡 八百津町の一部      | 加茂郡 八百津町の一部       | 加茂郡 八百津町 |

## 行政
歴代郡長
| 代 | 氏名 | 就任年月日                | 退任年月日                | 備考                   |
| -- | ---- | ------------------------- | ------------------------- | ---------------------- |
| 1  |      | 明治12年（1879年）2月18日 |                           |                        |
|    |      |                           | 大正15年（1926年）6月30日 | 郡役所廃止により、廃官 |